# Bart-Iris

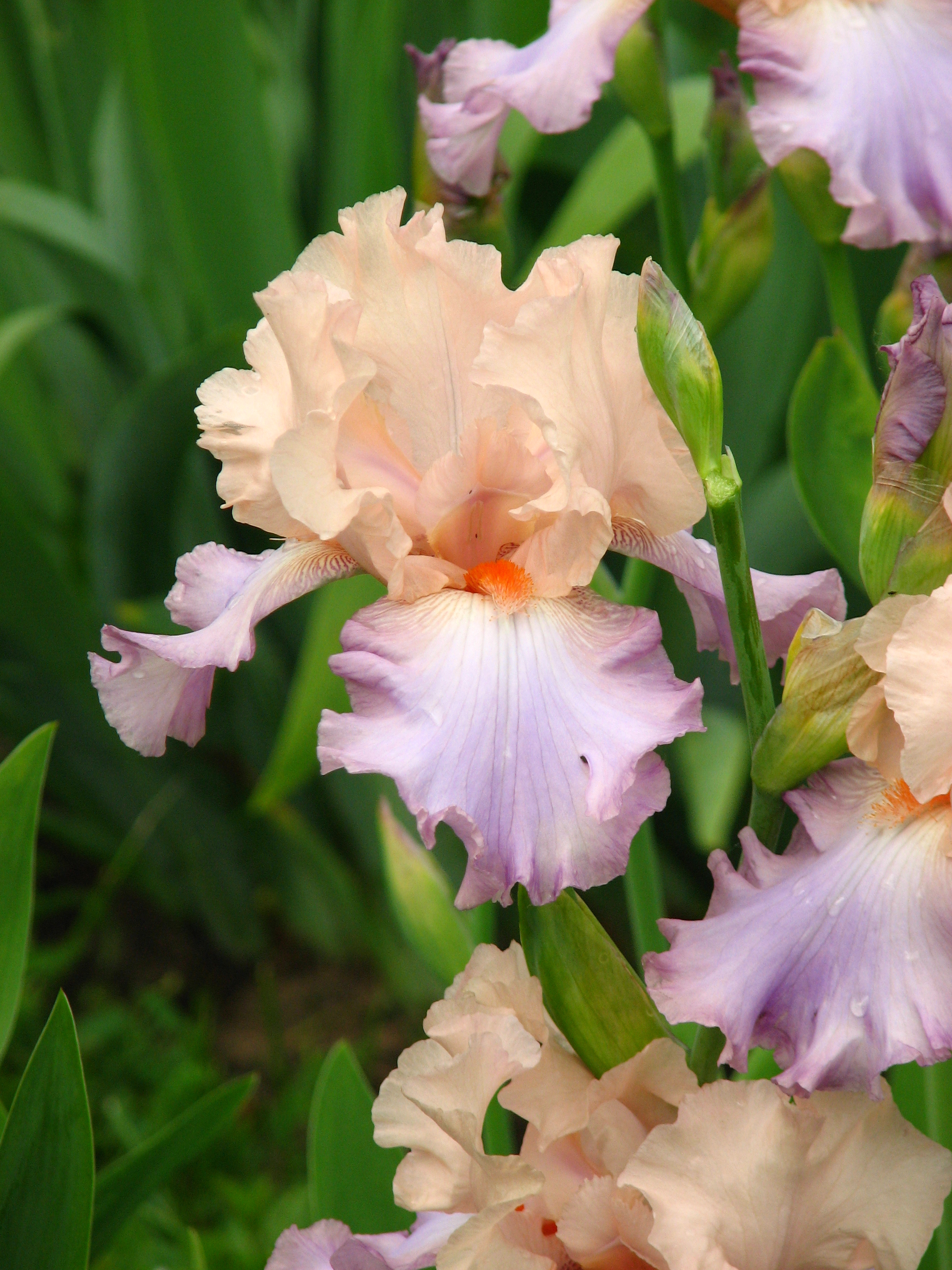
Moderne Sorte ‘Celebration Song’

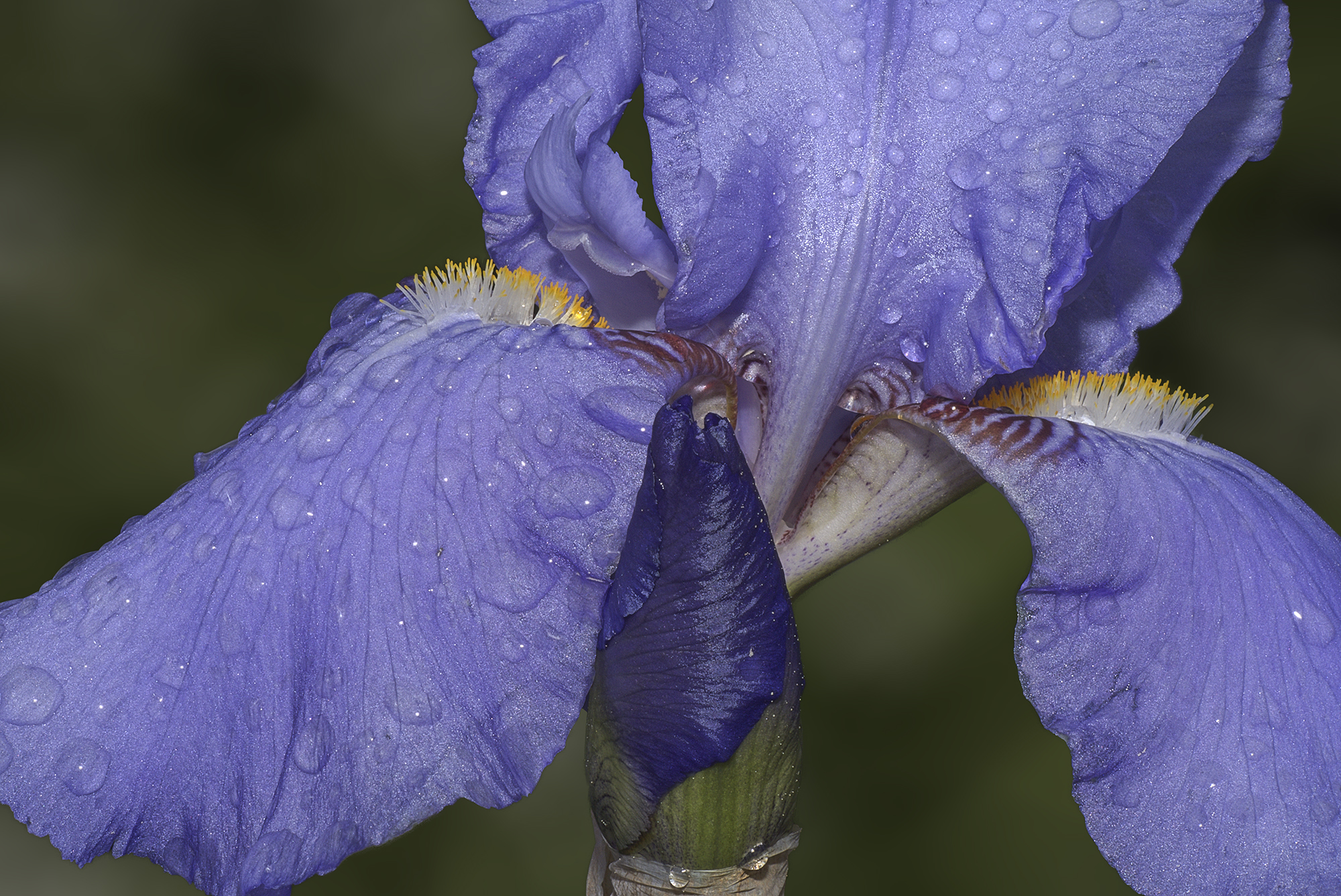
Bart-Schwertlilie

Die Bart-Iris (Iris-Barbata-Hybriden, Iris × conglomerata L.F.Hend.) ist eine Kulturform aus mehreren Arten der Gattung Schwertlilie (Iris). Sie entstand aus der Kreuzung zwischen Iris pallida und Iris variegata (beide diploid) und weiteren tetraploiden, asiatischen Schwertlilien.

## Beschreibung
Die Bart-Iris wächst als ausdauernde krautige Pflanze, die ein Rhizom besitzt. Die Blüte besteht aus drei Hängeblättern mit den namensgebenden Kämmen oder Bärten am hinteren Teil des Blattes und drei aufrecht stehenden Domblättern. Über jedem Hängeblatt steht ein Narbenast, der wie ein Blütenhüllblatt geformt und gefärbt ist.

## Züchter
Schon seit dem Mittelalter gab es Kreuzungen aus Iris pallida und Iris variegata (Deutsche Schwertlilie, Iris × germanica). Aus den beiden diploiden Ausgangsarten entstanden im Laufe der Zeit tetraploide Auslesen.
Ende des 19. Jahrhunderts kreuzte der britische Arzt Michael Foster (1836–1907) in seinem Garten Nine Wells bei Cambridge Iris pallida und Iris variegata mit tetraploiden asiatischen Arten, darunter Iris cypriana, Iris trojana und Iris macrantha aus der Türkei, Iris kaschmiriana, Iris cengialti und Iris mesopotamica. Auch unter den asiatischen Pflanzen, die Foster nutzte, dürften sich alte Kulturhybriden befunden haben. Die neuen Hybriden hatten größere Blütenblätter, größere Blüten, reichere Farben und dickere Stängel. ‘Catharina’, eine Kreuzung von Iris pallida mit Iris cypriana wurde 1909 eingeführt. Sie ist nach der letzten Königin von Zypern, Katharina Cornaro benannt. Der tiefblaue ‘Crusader’ mit reichem Duft ist ebenfalls eine Iris-Cypriana-Hybride. ‘Amas’ ist eine Kreuzung zwischen einer 1885 bei Amasya in der Türkei gesammelten Art mit Iris pallida x variegata. Besonders George Yeld züchtete diese Linie weiter.
In Frankreich war vor allem die Familien-Firma Vilmorin, Andrieux et Cie in der Iriszucht tätig. Sie brachten 1898 die diploide ‘Caprice’ in den Handel, die heute noch existiert. Auch ‘Isoline’ ist diploid. ‘Tamerlan’ war die erste tetraploide Sorte. Die berühmte 1904 eingeführte ‘Oriflamme’ ist dagegen nur noch durch Herbarien belegt. Die 1910 eingeführte Hybride ‘Alcazar’ ist in der Gegend von Paris inzwischen ausgewildert. ‘Ambassadeur’ (1920) war ihre erfolgreichste Züchtung.
Ferdinand Cayeux züchtete 1938 die Varietät Iris ‘Louvois’ mit tiefroten Hängeblättern, rosa Domblättern und leuchtend gelbem Bart.
Auf den englischen Künstler Cedric Morris (1889–1982) gehen Abarten wie Iris ‘Storrington’ und die geäderte Iris ‘Benton Ankaret’ mit rosa Domblättern zurück. Letztere ist nach seinem Landsitz Benton bei Hadleigh in Suffolk benannt.
Auch in den USA gab und gibt es sehr aktive Iriszüchter.
Seit den 1960er Jahren werden zunehmend gerüschte Varianten mit sehr großen Blüten gezüchtet, wie auf der Abbildung oben.
Die Iris-Sorten werden häufig nach Wuchshöhe in verschiedene Gruppen eingeteilt. Klassisch ist die Einteilung in die drei Gruppen Barbata-Nana-Gruppe, Barbata-Media-Gruppe und Barbata-Elatior-Gruppe. Im englischen Sprachraum wird inzwischen eine feinere Unterteilung mit mehr Gruppen vorgenommen.

## Vereine
- Gesellschaft der Staudenfreunde e.V. (vormals Deutsche Iris-Gesellschaft, Deutsche Iris- und Liliengesellschaft)
- American Iris Society, USA
- Historic Iris Preservation Society, USA
- Species Iris Group of North America